# 吴成章

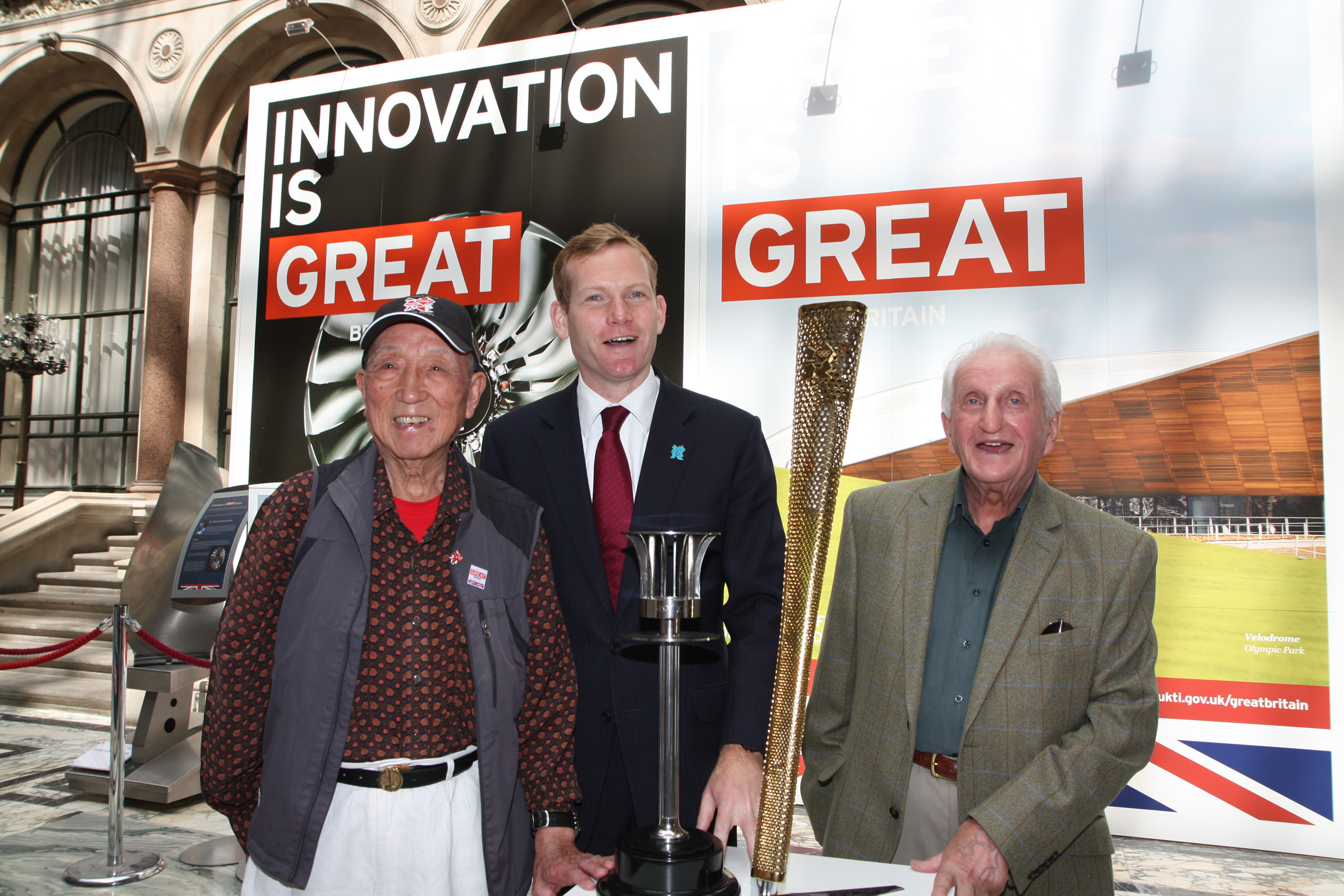
英方安排吴成章与1948年英国奥运篮球队员普赖斯重聚

吴成章（1924年—），中国男子篮球运动员，司职前锋。曾参加1948年伦敦奥运会篮球比赛，比赛中先后击败了伊拉克队、英国队，最终获第18名。奥运结束后曾任华东军区、南京部队和解放军代表队教练及总教练。1984年退休，仍然不忘篮球，继续打业余老年篮球队。直至2008年才不再打篮球。2012年伦敦奥运会时获英方邀请重返伦敦观看奥运篮球比赛。